# Acht (chaîne de télévision)
Acht (littéralement Huit) était une chaîne de télévision commerciale privée de la Communauté flamande de Belgique, appartenant initialement au groupe Concentra, puis rachetée en 2016 par le groupe Medialaan.

## Histoire de la chaîne
Lancée le 18 mai 2009 par le groupe Concentra, Acht visait un public jeune et instruit. Ses programmes étaient construits sur quatre piliers : la fiction, la comédie, la musique et les documentaires. Un nombre important de ses programmes étaient des productions étrangères, issues entre autres de HBO, la BBC, VPRO, BNN, Sundance Channel et Vice.
Le 20 juin 2016, le groupe de média flamand Medialaan a annoncé sa reprise des chaînes Acht et Lacht, qui appartenaient toutes deux au groupe Concentra Media. La reprise fut effective dès le 1er juillet 2016.
Le 1er octobre 2016, la chaîne CAZ est lancée, en lieu et place de Acht. Le chaîne vise spécifiquement les hommes, et diffuse essentiellement des fictions américaines, dont un film par jour,.

## Programmes
Acht diffusait quelques productions propres, comme la mini-sitcom SUPER8, ou encore la série humoristique MONSTER! créée par le réalisateur maison Jonas Govaerts. La chaîne diffusait aussi les programmes musicaux Humo's Rock Rally Rapport, The Captain's Lounge, Antenne Belgique et Festival Express, ainsi que les documentaires Jean wordt Vlaming et Jean redt Europa (avec Jean-Baptiste Dumont).